# Step-Wise Interval Training
Lo Step-Wise Interval Training o SWIT (in italiano: Interval training progressivo o graduale) è un metodo di allenamento cardiofitness misto aerobico/anaerobico, che prevede un progressivo aumento dell'intensità da valori bassi fino ad arrivare alla soglia anaerobica.

## Caratteristiche
Lo Step-Wise Interval Training è una forma poco conosciuta di Interval training che prevede una progressiva elevazione dell'intensità circa ogni 4 minuti. A differenza del tradizionale Interval training, dove si alterna ripetutamente e ciclicamente l'esecuzione a bassa e alta intensità, oppure si alterna la prestazione fisica con un periodo di recupero passivo, in questo caso l'intensità trova un aumento crescente fino a raggiungere il picco, potenzialmente raggiungendo o superando la soglia anaerobica, cioè il punto di passaggio tra la preponderanza dei metabolismi aerobici e quello anaerobici.
Questo metodo venne testato in una ricerca da parte di Jacobs e Sjodin nel 1985 con l'obiettivo di confrontare il rapporto tra il VO2max e l'attività enzimatica del muscolo scheletrico in risposta al progressivo aumento dell'intensità fino a raggiungere livelli che favorissero una concentrazione ematica di lattato di 4 mmol/l, cioè le concentrazioni caratteristiche che si stabiliscono una volta raggiunta la soglia anaerobica, con attività preponderante del metabolismo anaerobico lattacido. Più precisamente, nella ricerca si paragonava l'effetto del treadmill o del cicloergometro con lo stesso protocollo. I risultati indicarono che il picco del consumo di ossigeno (VO2), e il VO2max alla soglia anaerobica era del 16% maggiore durante le prestazioni sul treadmill se comparato al cicloergometro. La percentuale del VO2max alla soglia anaerobica era dell'85% per il treadmill e del 79% per il cicloergometro. In conclusione, i risultati indicarono che le differenze assolute tra il picco del consumo di ossigeno raggiunte con cicloergometro e treadmill non sono proporzionate alle differenze di intensità in cui si verifica la soglia anaerobica. In realtà questo protocollo non rispetta i canoni tradizionali del Interval training, ed effettivamente non venne nominato come tale nella ricerca in questione, ma alcuni ricercatori e autori hanno adoperato questa accezione per definirlo. Probabilmente è stato riconosciuto con il nome di Interval training perché l'intensità subisce costantemente una variazione ad intervalli regolari, anche se in maniera molto diversa da quanto viene previsto nella modalità tradizionale.
Il protocollo inizia ad un'intensità relativamente facile per i primi 5 minuti di esercizio, la quale coincide con la fase di riscaldamento, per poi aumentare di circa il 10-15%. Ogni 4 minuti di esercizio mantenendo l'intensità costante, essa subisce un aumento del 10-15%, fino ad arrivare alla soglia anaerobica. La prestazione può essere terminata una volta raggiunta la massima intensità ricercata, al quale però può seguire un periodo di defaticamento. Alcuni autori suggeriscono di iniziare con step della durata di 3 minuti, per poi aumentare fino a 5 minuti con il miglioramento delle prestazioni.
L'intensità di lavoro iniziale dovrebbe coincidere con un valore di 11 sulla scala RPE (scala di percezione dello sforzo o scala di Borg). L'aumento progressivo dell'intensità si imposta aggiungendo un punto alla scala RPE ogni 4 minuti. Quindi, se il protocollo inizia con un valore RPE di 11, dopo 4 minuti l'intensità aumenta a 12, dopo 4 minuti a 13, dopo 4 minuti a 14, e così via. Questa procedura continua fino a quando viene raggiunta l'intensità specifica di picco desiderata, che normalmente dovrebbe coincidere con valori in prossimità della soglia anaerobica. Viene suggerita una durata totale dell'allenamento compresa tra i 20 e i 60 minuti.
Dal momento che il livello di intensità in cui viene raggiunta la soglia anaerobica differisce tra i soggetti in base al grado di allenamento, lo Step-Wise Interval Training deve essere impostato tenendo conto del punto individuale in cui questo limite viene raggiunto. La ricerca ha dimostrato che la soglia anaerobica avviene tra l'80-90% della FCmax per gli individui allenati e minimo al 50-60% della FCmax per i non allenati. La scala RPE può essere il metodo più accurato per determinare l'intensità di allenamento. La ricerca ha dimostrato che la scala RPE è fortemente correlata con l'innalzamento dei livelli ematici di lattato in risposta all'esercizio indipendentemente dal sesso, dallo stato di allenamento, dal tipo di esercizio in corso, o dall'intensità di allenamento. I risultati di studi hanno indicato che la soglia anaerobica si verifica tra i punteggi 13 e 15 sulla scala RPE, che corrispondono alle percezioni un po' duro e duro. Per tanto, poiché alcuni soggetti potrebbero trovare il picco al 60-65% della FCmax, e per altri la massima intensità potrebbe essere raggiunta al 90% della FCmax, è necessario tenere conto delle caratteristiche individuali del soggetto per poter impostare l'intensità di picco e il numero di step.

## SWIT per determinare la soglia anaerobica
Una modalità praticamente analoga allo Step-Wise Interval Training è stata proposta da alcuni autori come metodo pratico non invasivo per stabilire la soglia anaerobica in alternativa ai più complessi e precisi test da laboratorio. L'accumulo di acido lattico e di ioni idrogeno (H+) è la principale causa della sensazione di bruciore percepita nei muscoli durante l'intensa attività anaerobica, e la soglia anaerobica è definita proprio come il punto in cui queste molecole iniziano ad accumularsi nel sangue e nei muscoli, determinando la caratteristica sensazione di bruciore muscolare. Ciò può significare che durante i vari step previsti dallo SWIT può essere facile individuare circa il livello di intensità a cui corrisponde la soglia anaerobica. Viene suggerito che per determinarla, l'intensità deve essere gradualmente incrementata, ma ogni aumento deve essere mantenuto per almeno 3 minuti, al fine di permettere all'acido lattico di accumularsi. Quando durante il passaggio ad uno step al successivo viene percepita una significativa sensazione di bruciore nei muscoli in attività non rilevata nel precedente, quel livello di frequenza cardiaca può indicare approssimativamente l'intensità a cui corrisponde la soglia anaerobica. Il metodo descritto dall'autore coincide a tutti gli effetti con un protocollo SWIT, che in definitiva può essere sfruttato per questo scopo.

## Esempi di allenamento Step-Wise Interval Training

### Esempio 1
- Treadmill 5' 50% FCmax*
- Treadmill 4' 55% FCmax
- Treadmill 4' 60% FCmax
- Treadmill 4' 65% FCmax
- Treadmill 4' 70% FCmax
- Treadmill 4' 75% FCmax
- Treadmill 4' 80% FCmax
- Treadmill 4' 85% FCmax
- Treadmill 4' 90% FCmax
- Treadmill 5' 50% FCmax*

### Esempio 2
- Elliptical trainer 5' 60% FCmax*
- Elliptical trainer 4' 65% FCmax
- Elliptical trainer 4' 70% FCmax
- Elliptical trainer 4' 75% FCmax
- Elliptical trainer 4' 80% FCmax
- Elliptical trainer 4' 85% FCmax
- Elliptical trainer 5' 60% FCmax*

### Esempio 3
- Stepper 5' 60% FCmax*
- Stepper 4' 65% FCmax
- Stepper 4' 70% FCmax
- Stepper 4' 75% FCmax
- Stepper 4' 80% FCmax
- Stepper 4' 85% FCmax
- Stepper 4' 90% FCmax
- Stepper 5' 60% FCmax*

### Esempio 4
- Cicloergometro 5' 50% FCmax*
- Cicloergometro 4' 55% FCmax
- Cicloergometro 4' 60% FCmax
- Cicloergometro 4' 65% FCmax
- Cicloergometro 4' 70% FCmax
- Cicloergometro 4' 75% FCmax
- Cicloergometro 5' 50% FCmax*

*La prima e l'ultima stazione sono rispettivamente riscaldamento e defaticamento.
- Durata totale: 42 min.
- Intensità di picco: 90% FCmax
- Numero passaggi: 10

- Durata totale: 30 min.
- Intensità di picco: 85% FCmax
- Numero passaggi: 7

- Durata totale: 34 min.
- Intensità di picco: 90% FCmax
- Numero passaggi: 8

- Durata totale: 30 min.
- Intensità di picco: 75% FCmax
- Numero passaggi: 7

## Altri allenamenti cardiofitness
- Steady State Training (SST)
- Cardio-Peripheral Heart Action (Cardio-PHA)
- High Intensity Interval Training (HIIT)
- Power Aerobic Circuit (PAC)
- Circuit Training (CT)
- Stubborn Fat Protocol (SFP)
- Tabata Training (o Guerrilla cardio)
- Little method
- Spot reduction (SR)
- Aerobic Circuit Training (ACT)
- Aerobica Tonificazione Aerobica (ATA)
- Fartlek